# 小行星1210
小行星1210（1210 Morosovia）是一颗围绕太阳公转的小行星。1931年6月6日，格利果利·N·諾伊明在克里米亚发现了此天体。
該小行星以俄羅斯革命家尼古拉·莫羅佐夫命名。
这颗小行星的绝对星等为169.354519166855等。